# Sandra Gomis
Pour les articles homonymes, voir Gomis.
Sandra Gomis (née le 21 novembre 1983 à Saint-Nazaire) est une athlète française spécialiste du 100 mètres haies. Licenciée à l'ACL44-l'ESCO (Saint-Nazaire), son entraineur est Renaud Longuèvre.

## Carrière
En 2009, elle descend pour la première fois de sa carrière sous les treize secondes sur 100 m haies en réalisant 12 s 96 (+2,0 m/s) à Nantes. Elle remporte la médaille d'argent des Jeux méditerranéens de Pescara (13 s 24), derrière la Turque Nevin Yanıt, et s'adjuge par la suite à Angers le titre élite des Championnats de France 2009.
Le 4 mars 2011, au Palais omnisports de Paris-Bercy, elle décroche en 8 s 11 la 8e et dernière place du 60 mètres haies des Championnats d'Europe en salle derrière notamment l'Allemande Carolin Nytra (7 s 80), la Britannique Tiffany Ofili (7 s 80) et la Norvégienne Christina Vukicevic (7 s 83).
Fin juillet, elle devient championne de France du 100 m haies en remportant la finale en 12 s 93 devant Cindy Billaud.
Le 20 mai à la Roche-sur-Yon, elle réalise un temps de 13 s 20 lors des Interclubs 2 sous des conditions météorologiques difficiles. Lors des Mondiaux 2011, elle atteint les demi-finales, où elle se fait éliminer avec un temps de 13 s 55.
Le 7 juin 2016, Gomis se classe 5e du Meeting de Montreuil en 12 s 86, marque qui aurait été son record personnel mais le vent trop favorable l'en empêche (+ 3,3 m/s). Le 25 juin 2016, elle bat son record personnel en séries des Championnats de France à Angers en 12 s 79 et établit les minimas requis pour les Jeux Olympiques de Rio avant de se classe 2e de la finale en 13 s 01, derrière Cindy Billaud (12 s 83).

## Palmarès
| Date | Compétition                    | Lieu    | Résultat | Épreuve     | Temps   |
| ---- | ------------------------------ | ------- | -------- | ----------- | ------- |
| 2009 | Jeux méditerranéens            | Pescara | 2e       | 100 m haies | 13 s 24 |
| 2011 | Championnats d'Europe en salle | Paris   | 8e       | 60 m haies  | 8 s 11  |

### National
- Championne de France du 100 mètres haies
  - 2009 (13 s 15)
  - 2011 (12 s 93) (+1,0 m/s)
- Championne de France en salle du 60 mètres haies
  - Vice-championne de France du 60 mètres haies en 2011 avec 8 s 00
  - Vice-championne de France du 60 mètres haies en 2012 avec 8 s 10

## Records
| Épreuve     | Performance | Lieu   | Date            |
| ----------- | ----------- | ------ | --------------- |
| 100 m haies | 12 s 79     | Angers | 25 juin 2016    |
| 60 m haies  | 8 s 00      | Gand   | 21 février 2010 |